# Intercity İstanbul Park
Intercity İstanbul Park, wcześniej Istanbul Park, także Istanbul Racing Circuit i początkowo Istanbul Otodrom – tor wyścigowy leżący w azjatyckiej części Stambułu – największego miasta Turcji. Został zaprojektowany przez niemieckiego projektanta Hermanna Tilke.

## Dane techniczne
- Długość toru: 5,338 km
- Liczba okrążeń w F1: 58 – dystans: 309,356 km
- Zakręty: 14
- Najdłuższa prosta: 720 m (prosta startu/mety)

## ZwycięzcyGP Turcjina torze Istanbul Park
| Sezon | Kierowca         | Zespół           |        |
| ----- | ---------------- | ---------------- | ------ |
| 2005  | Kimi Räikkönen   | McLaren-Mercedes | Wyniki |
| 2006  | Felipe Massa     | Ferrari          | Wyniki |
| 2007  | Felipe Massa     | Ferrari          | Wyniki |
| 2008  | Felipe Massa     | Ferrari          | Wyniki |
| 2009  | Jenson Button    | Brawn-Mercedes   | Wyniki |
| 2010  | Lewis Hamilton   | McLaren-Mercedes | Wyniki |
| 2011  | Sebastian Vettel | Red Bull-Renault | Wyniki |
| 2020  | Lewis Hamilton   | Mercedes         | Wyniki |
| 2021  | Valtteri Bottas  | Mercedes         | Wyniki |

Kierowcy:
- 3 – Felipe Massa
- 2 – Lewis Hamilton
- 1 – Valtteri Bottas, Jenson Button, Kimi Räikkönen, Sebastian Vettel

Producenci samochodów:
- 3 – Ferrari
- 2 – McLaren, Mercedes
- 1 – Brawn, Red Bull

Producenci silników:
- 5 – Mercedes
- 3 – Ferrari
- 1 – Renault